# 노섬벌랜드주

노섬벌랜드 주의 위치

노섬벌랜드주(Northumberland)는 잉글랜드의 주로 주도는 모페스이며 면적은 5,013km2, 인구는 316,300명(2014년 기준)이다. 서쪽으로는 컴브리아주, 남쪽으로는 더럼주와 타인 위어 주, 동쪽으로는 북해, 북쪽으로는 스코틀랜드와 접한다. 동쪽으로는 북해와 접하며 그 해안선은 총 103km에 달한다. 주도는 모페스, 최대 도시는 항구 도시 블라이드(Blyth)다.
노섬벌랜드 주는 뉴캐슬어폰타인에 속했다가 1400년경 뉴캐슬어펀타인이 독립주가 되면서 분리됐다. 튜더 시대에는 주변 지역의 병합을 통한 대규모 확장이 이뤄졌는데, 1482년에는 베릭어폰트위드를, 1495년에는 타인데일을, 1536년에는 타인머스를, 1542년경에는 리더스데일을, 1572년에는 헥셤셔를 편입했다. 1844년에는 아일랜드셔, 베들링턴셔, 노럼셔 일대가 합병되었다. 1974년에는 1972년 지방정부법 시행에 따라 타인머스와 노스타인사이드 일대 지역이 타인 위어 주로 넘어가 지금의 모습이 되었다.
노섬벌랜드는 잉글랜드-스코틀랜드 경계에 놓여 있기 때문에 역사상 수많은 전투의 배경이 되기도 하였다. 또 아직 개발되지 않은 고지대 황야를 간직한 고장으로도 유명하며, 지금은 노섬벌랜드 국립공원으로 보존되어 있다. 인구 밀도는 1km2당 63명에 불과해 잉글랜드에서 가장 낮다.

## 역사

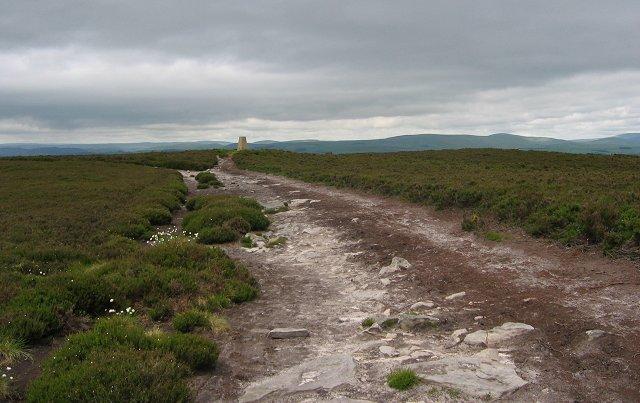
롱크래그 언덕배기

노섬벌랜드라는 말은 원래 '험버강 북쪽 사람들의 고장'이란 뜻이었다. 지금의 지역은 옛 고장의 핵심부에 해당되며 이전에는 잉글랜드와 스코틀랜드 간의 국경 지대였다. 로마 제국 점령기에는 지금의 지역 대부분이 하드리아누스 성벽 이북에 위치했다. 로마 제국이 이 지역을 다스린 것은 하드리아누스 성벽을 넘어 북진해 안토니누스 성벽을 쌓고 점령했던 기간으로 매우 짧았다. 이 당시 지어진 로마 도로인 데레 길 (Dere street)은 코브리지에서 시작해, 채비엇 고개의 서쪽을 차지하는 높은 황야지대를 지나 트리몬티움 (Trimontium, 지금의 스코틀랜드 멜로스 마을)까지 이어졌다. 로마 멸망 후 중세 시대를 거치면서 국경 지대가 형성되면서, 한때 잉글랜드의 어느 지역보다 성이 가장 많이 지어기도 했다. 이당시 지어진 성으로는 애닉 성, 뱀버러 성, 던스탠버러 성, 뉴캐슬 성, 워크워스 성 등이 있다.

## 지리

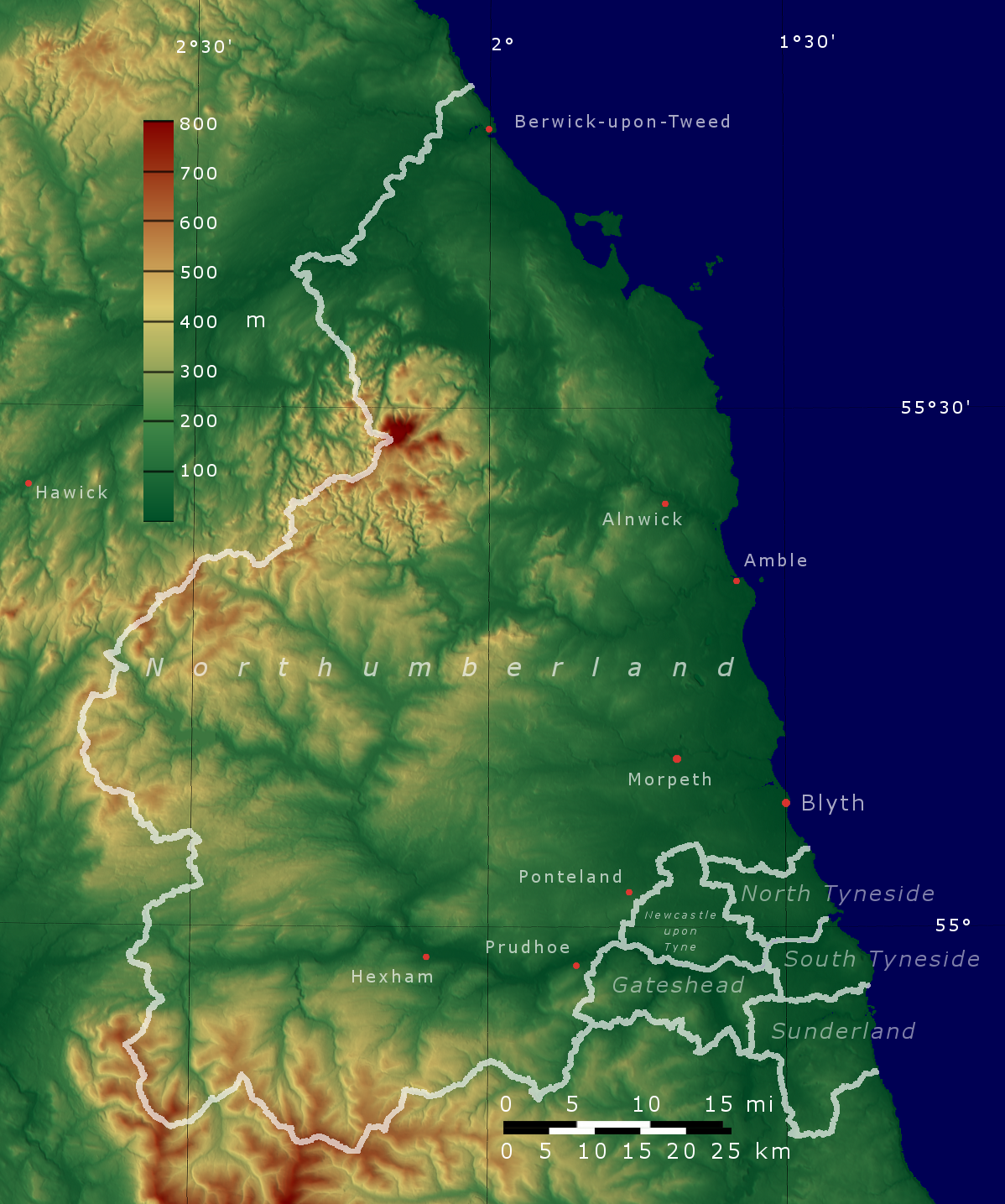
노섬벌랜드의 해발고도

노섬벌랜드는 지형이 다채롭다. 북해 인근은 평평한 저지대지만 북서쪽으로 갈수록 산지가 많아지는 동저서고 지형을 띄고 있다. 북서쪽에는 셰비엇 힐스가 위치해 있는데 이곳의 지질은 데본기 저항성 화강암과 용암으로 형성된 안산암이 주를 이룬다. 하드리아누스 성벽이 지나는 휜 실 (Whin Sill) 일대에는 석탄기 휘록암이 섞인 화성암이 지반을 이루고 있다. 두 고지대 모두 무어랜드라 부르는 황야지대의 지형을 이룬다. 휜실 지대의 양쪽 지역은 석탄기 석회석이 대부분이라 카르스트 지형을 이루기도 한다. 노섬벌랜드 연안에는 조립현무암이 노출된 지형인 파른 제도가 있는데 새들의 서식지로도 유명하다. 또 타인강 북부 연안지대에서 남동쪽 끝까지 석탄지대가 형성되어 있다. 해안가에서 석탄덩이가 종종 발견되기도 하는데 이는 연안 석탄지대의 노출부가 파도의 침식작용으로 깎여나가면서 생긴 것으로 '씨 콜' (sea coal)이라고 한다.

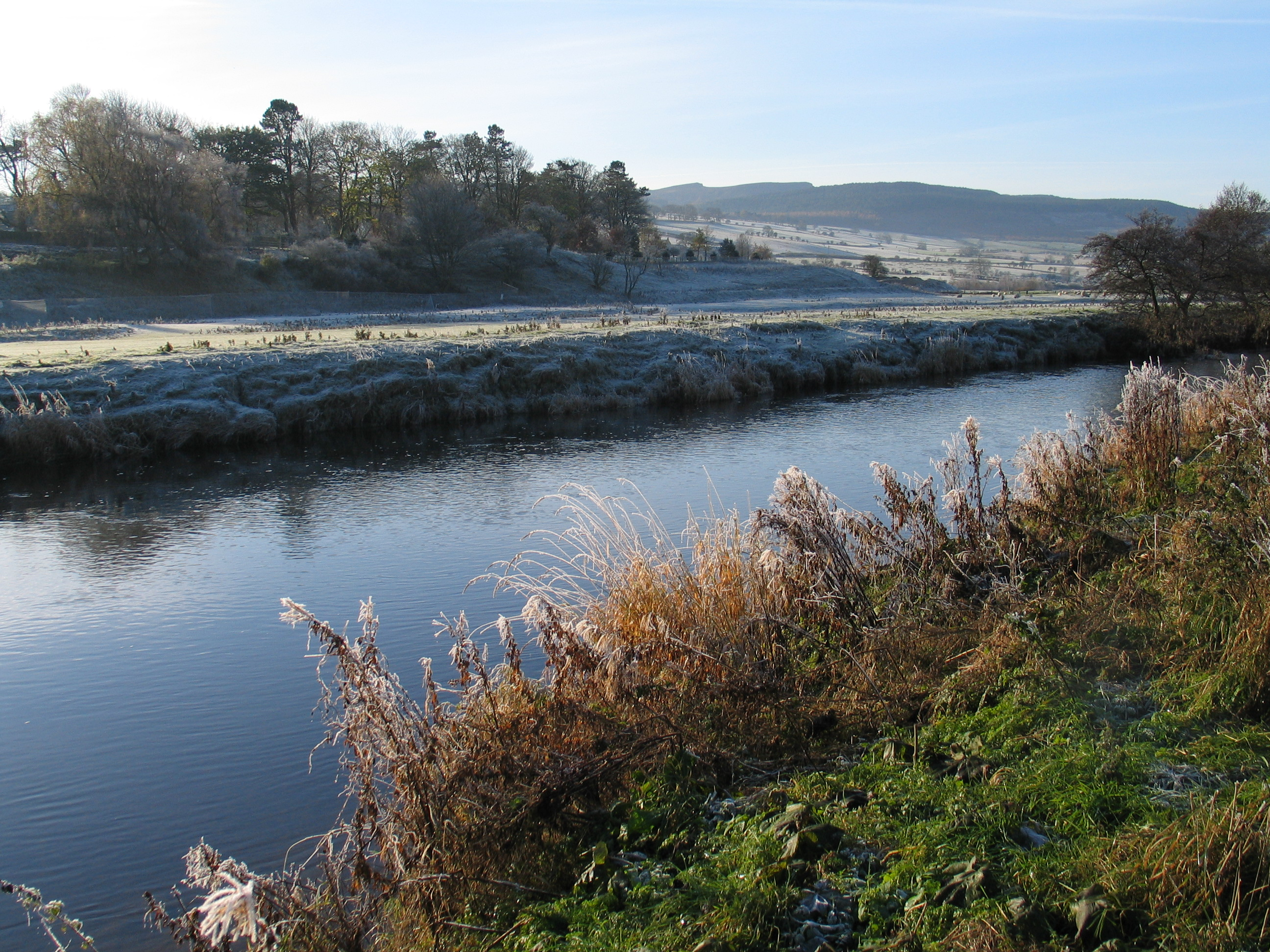
코켓 강

북위 55도보다 상위에 자리한 잉글랜드 최북단 지역이면서, 지역 대부분이 고지대이기 때문에 잉글랜드에서 가장 추운 지역 중 하나이기도 하다. 연간 평균기온은 7.1도에서 9.3도에 불과하며, 잉글랜드 내륙지역에서는 온도가 가장 낮은 기온이다. 다만 동부 연안에 자리해 있기 때문에 연간 강수량이 466~1060mm로 잉글랜드 전 지역보다는 상대적으로 적으나 서부 고지대 지역에서는 가장 높다. 1971년부터 2000년까지 노섬벌랜드 주의 연간 평균 일조시간은 1321시간에서 1390시간에 달했다.
노섬벌랜드에는 노섬벌랜드 국립공원이 있으며, 전체 면적의 4분의 1 정도가 지정되어 있다. 국립공원 내에는 각종 개발과 농업으로부터 완전히 보존되어 뛰어난 경관을 자랑한다. 남쪽에서부터 스코틀랜드 경계선까지 차지하며, 하드리아누스 성벽도 이 공원 내에 있다. 국립공원의 대부분 지역은 해발고도 240m 이상이다. 노섬벌랜드 연안지대 역시 '자연절경지역' (AONB)으로 지정 관리되고 있으며, 노스 페나인 자연경관지역의 일부도 노섬벌랜드 주에 걸쳐 있다.

## 정치
노섬벌랜드는 행정구역상 단일자치구 (unitary authority)로 분류되며, 잉글랜드에서 가장 큰 단일자치구이기도 하다. 노섬벌랜드 주의 입법과 행정을 전담하는 노섬벌랜드 주의회는 모페스에 위치해 있다.
이전에는 잉글랜드의 여느 비도시주와 마찬가지로 주의회와 구의회 6곳을 둔 2중 체제의 지방정부였으며, 블리스밸리, 완즈베크, 캐슬모페스, 타인데일, 애닉, 베릭어폰트위드의 6개 구의회가 설치되어 있었다. 하지만 2009년 4월 1일 행정구역 개편으로 각 구의회가 폐지되고 단일자치구로서 주의회만이 남게 되었다.
노섬벌랜드는 유럽 의회의 노스이스트잉글랜드 선거구에 속한다. 또 영국 의회에는 베릭어폰트위드, 블리스밸리, 완즈베크, 헥셤의 네 지역구가 설치되어 있다. 정치성향은 대체로 보수적인 편으로 최근 선거에서 보수당 의원들이 모두 당선되었으며, 2016년 브렉시트 국민투표 당시에는 EU 탈퇴를 희망하는 표가 잔류를 희망하는 표보다 8.21% 앞섰다.

## 같이 보기
- 노섬브리아 왕국